# 아드리안 포티
아드리안 포티(영어: Adrian Forty, 1948년 3월 7일 ~ )는 영국의 건축 이론가이다. 잉글랜드 옥스퍼드 출신으로, 유니버시티 칼리지 런던(UCL) 바틀렛의 건축학 명예 교수이자 건축사 석사 프로그램의 총괄 디렉터로 재직 중이다. 주요 관심사는 사회, 문화적 맥락에서 바라본 건축의 역할이며, 건축과 기억, 제품 디자인과 소비에 관한 연구를 함께해왔다. 현재 그는 건축 자재로서 콘크리트의 역사, 미학, 문화적 의의에 관심을 갖고 저술 활동을 이어나가고 있다. 2003년, 포티는 디자인 교육 혁신 부문에서 미샤 블랙 경 상을 수상했다.

## 저서
- Objects of Desire: Design and Society since 1750, London: Thames and Hudson, 1986.
- The Art of Forgetting, ed., with Susanne Küchler, Oxford: Berg, 1999.
- Words and Buildings: A Vocabulary of Modern Architecture, London: Thames and Hudson, 2000.
- Brazil's Modern Architecture, with Elisabetta Andreoli, London: Phaidon Press, 2004.
- Concrete and Culture: A Material History, London: Reaktion Books, 2012.